# 輝夜姬想讓人告白～天才們的戀愛頭腦戰～角色列表
本條目茲列出日本漫畫家赤坂明的作品《輝夜姬想讓人告白～天才們的戀愛頭腦戰～》中的所有登場角色。

## 秀知院學園

### 高中部學生會
四宮輝夜（／ Shinomiya Kaguya），聲優：古賀葵（日本）；詹雅菁（台灣），演員：橋本環奈
本作的主角之一。秀知院學園高中部第67、68期學生會副會長，所屬班級2年A班→3年A班（週刊201回起），參加的社團是弓道社。生日是1月1日，血型為AB型。住在四宮家族位於東京港區的別墅。
總資產為200兆日圓的大財閥「四宮集團」的大小姐。容貌秀麗，同時是學業優秀，於傳藝、音樂、武術上皆有出色成績的全能型天才。高貴的出身與優秀的才能，使她常在不經意間會表露出高高在上的神情。成績緊追在白銀御行之後，數度名列年級排名第二。第三學期期末考贏過白銀，與四條真妃並列第1名。嚮往攝影，曾表示未來的志願是成為攝影師。在情緒激動時會用右手撫摸左臉頰來維持冷靜。
相當喜歡白銀御行，但高度的自尊心讓她在初期不承認此事，對白銀的兇狠眼神似乎情有獨鍾。積極策劃要讓白銀先告白，但對戀愛相關的事情總是一知半解，兩性知識方面更是十分懵懂，對低俗的黃色笑話完全沒有抵抗力。在戀愛頭腦戰中，一旦試圖使用需要貶低白銀或令白銀說出「討厭她」的計策時，精神面也會同樣受到傷害。嫉妒心重，對友人藤原千花在各方面的嫉妒更達到會暗自詛咒的程度。當有女性與白銀舉動親密就會開始嫉恨對方，不過同時也很容易陷入混亂，嫉妒之心也容易因一點原因就消解。
身受四宮家訓教導，是個利己主義者，不過當看到他人有困難時，也曾在不違背自己的規矩的情況下主動幫助對方。同時是個契約主義者的她，出於保護自己的目的，有在交朋友前會先試探對方能否保守秘密的壞習慣。身為超級千金大小姐的她，在不懂世事的情況下有些嚮往庶民生活。鮮少接觸最新IT方面的知識，因阅书颇广而很少在网路上浏览资讯，且不擅活用社交网站（如推特和LINE）。從小到大一直用着摺疊式手機，遂平时只能通过发電子邮件与白银、千花等人交流。直到拍學生會團體照時意外掉落損壞，才換了新的智慧型手機。白银也对手机一事表示包容，于辉夜换新手机后才在LINE上为学生会众人建立了群組，为的就是不想孤立辉夜。
在畢業進路調查中表示會聽從父親所安排的「內部升學」，但在學園祭時的騷動後有所改變。學園祭時，受到白銀要出國留學的消息所刺激而打算主動告白，而後察覺到學園祭怪盜的計劃與其真面目後，獨自前往學校的鐘樓會見白銀。在滿天心型氣球的浪漫場景中確認了對方的心意，答應隨白銀出國留學，並主動親吻對方。12月27日約會時向白銀告白，兩人正式開始交往。
修學旅行時從四宮雲鷹處得知了早坂愛的背叛行為後選擇了原諒，並主動解除長久以來從屬關系的束縛。在修學旅行結束後，再度相見的兩人成為了真正的朋友。支持石上對子安燕的追求行動，被大佛認為是同伴。後來暫住白銀新家期間，向白銀表達對兩人未來維持遠距離戀情的不安，雙方在漫畫210話正式發生性關係。解決完家族裡的事件後，對學生會進行改革，正式將副學生會長職位交接給石上。最終從學校畢業，準備在秋天進入史丹佛大學求學，與全校學生為白銀祝賀畢業的同時，與白銀進入想讓對方開口求婚的階段。
- 以下是輝夜的幾個人格面具或非常狀態，會在漫畫中腦內會議圖像化或輝夜精神層面不穩定時登場，表現出現不同性格的輝夜，並不代表輝夜有多重人格。

輝夜（冰）
與白銀相識前，被稱為「冰之輝夜姬」的輝夜。以實踐四宮家的家訓為主，只考慮自己的得失，絕對利己又冷漠的一面，與現在情感豐沛的輝夜判若兩人。事實上是輝夜在四宮家的訓練之下，為了保護自身心靈而產生的一面，也是在認識白銀後自認差勁的一面。
在腦內法庭時，會代表輝夜冷漠但理性的一面登場，外型特徵是飄逸的長髮與冷酷的雙瞳，曾向其他不同性格的輝夜表示自己才是最先喜歡上白銀御行的。
輝夜（笨蛋）
輝夜感冒時，因為理性停擺而展現的性格，愛撒嬌又很孩子氣。平常則做為因太喜歡白銀而使智商大幅下降的輝夜顯露。在腦內法庭時作為輝夜（冰）的對立面登場，表現出直率但衝動，且未經思考的一面，是輝夜如果沒有接受四宮家教育會長成的模樣。外型特徵是頭上插了一朵花。
輝夜（幼）
在腦內法庭作為協調者，以孩童的外型登場。作為中立理性的一面，負責整合輝夜各個性格的意見，但有時會表現的年幼無知而語出驚人。
輝夜醬（小輝夜）
當輝夜處於6成快樂、4成現實逃避與睡眠不足等因素時，才會出現的超稀有性格，與原來狀態有微妙的不同。情緒不穩定、智力低下狀態比輝夜（笨蛋）還不具備正常思考能力。在漫畫中表現成僅有二頭身的體型，實際上在正常人眼中並無變化。
- 人物原型為《竹取物語》的主角輝夜姬，嬰兒時於竹林中被領回家，長大後受到萬眾喜愛，但全悉拒絕任何人的求婚。最後升天離開人間。

白銀御行（／ Shirogane Miyuki），聲優：古川慎、大地葉〈幼年〉（日本），演員：平野紫耀
本作的主角之一。秀知院學園高中部第67、68期學生會的會長，所屬班級2年B班→3年A班（週刊201回起）。生日是9月9日，血型為O型。家住世田谷區。
髮色明亮的少年，在學校裡是少數非名門望族出身的人，為了省錢一般騎腳踏車上下學，只有在雨天才会搭乘电车。自尊心強，自認是名天才，在偏差值77的秀知院中成績數度維持在第一名，全國模擬考更曾名列第二。有許多執照與檢定資格，在外人看來是集優點於一身，沒有任何煩惱與問題的完美人物，然而與出生以來就是全能天才的輝夜不同，是努力型的天才。廚藝相當不錯，如果食材夠的話甚至會自己做便當。
因長期睡眠不足導致的凶狠眼神為其顯著特徵（本人也很在意），其無意產生的威壓感讓學生們不敢接近，而這一特徵讓輝夜情有獨鍾。若有了充足的睡眠，眼神會變得清秀和溫柔，讓白銀看起來更容易親近而受到其他學生們的歡迎，不過輝夜反而會因為白銀失去「帥氣」眼神而受到打擊。
相當喜歡輝夜，但由於認為先告白就會在戀愛中居於劣勢，因此努力想讓對方先告白。雖然有不少人向他告白過，但不知為何都是怪人，所以其實沒有戀愛經驗。不過因為某些緣故，被田沼翼當成戀愛達人，因此時常找白銀進行戀愛諮詢。已在學期考試中保持了五連霸的年級第一。自認為成績是唯一能勝過全能的輝夜的地方，要是連這點都輸了就會離對方越來越遠，因此為了維持學年第一而抱持著極大的壓力。第三學期期末考因為了應對跳級入學所以沒有複習考試只準備英文而退步到第12名。
看似完美的他，其實有著諸多缺點。不會游泳；不怎麼會猜謎語；體能不錯但有時四肢協調性卻很差；非常害怕昆蟲；擅長料理但是怕處理活魚；是個絕對音癡，其歌聲曾讓藤原千花、早坂愛和其妹白银圭產生精神創傷。為了保持形象，會拼了命克服不少弱點，數度求助或受助於藤原千花。因家境清寒，平常在家都穿舊衣服，所有日常服裝被妹妹白銀圭評價很「國中生」品味。直到被圭強迫買新衣服前，連平常都一直是穿著秀知院學園的制服外出。一天有10個小時以上在用功讀書，剩餘的空閒時間則用來打工，也因此陷入了慢性的睡眠不足症狀，只要三個小時以上沒有攝取咖啡因就會像沒電了一樣突然睡著，是個重度咖啡因成癮君子。
心地善良，且包容和乐于助人。別人想找他商量或是拜託他的時候從不拒絕，總是誠心誠意的應對。不僅不會丟下有困難的人不管，也有著找出有困難之人的洞察力。有時在熱情高漲的影響下，會無意識地做出十分浪漫﹑帥氣的行為，但在24小時的熱情時限過後會被本人視為黑歷史。
遇到輝夜前，剛入學一周的白銀是個因無法融入秀知院交友圈而自怨自艾的普通學生。被當時的學生會會長邀請加入學生會，在作為見習的沼澤清淤活動中，被輝夜出手救人的行為所吸引。為了與輝夜並肩，答應加入學生會擔任庶務，並成功以考出成績第一引起了輝夜及其他同學的注意，為之後成為學生會會長、及與輝夜相識打下了基礎。
在畢業進路調查中選擇是「海外升學」。收到史丹佛大學的錄取通知後，在學園祭時告知輝夜將會在明年提前跳級出國就讀。學園祭時，以怪盜亞森為名發出預告函與謎題，隱諱地向輝夜發出了挑戰書。在輝夜找到自己後，以滿天的心型氣球表達了自己的心意，並邀請輝夜申請史丹佛大學。在平安夜與輝夜互訴心聲後，主動吻了輝夜。12月27日正式約會時被輝夜告白，兩人正式開始交往。
因為輝夜的緣故，在不知早坂真實身分的狀況下有多次交流。在修学旅行时注意到了早坂愛的求救暗示，了解其身分後一度試圖幫助早坂愛從四宮雲鷹手裡脫困。
修學旅行回來後，由於擔心伊井野，決定從旁支援她對石上的感情。搬家後在輝夜暫住自家期間，安撫對遠距離戀情感到不安的輝夜，雙方在漫畫210話正式發生性關係。為了跳級上大學，選擇中途退學。解決完輝夜家族裡的事件後，對學生會進行改革，正式將學生會長職位交接給伊井野。最終在輝夜的策劃下，獲得全校學生的畢業祝福，從校長手裡取得畢業證書，計劃安頓好事業與生活基礎後，於40歲向輝夜求婚。
- 人物原型為《竹取物語》追求輝夜姬的五位貴族子弟之一的大納言大伴御行，被輝夜姬開出取得「龍首之玉」的難題。在路途中遇上暴風雨，家臣認為是觸怒龍神於是祭祀並發誓不殺龍，沒多久暴風雨停止，大伴御行便向輝夜姬報告失敗。

藤原千花（／ Fujiwara Chika），聲優：小原好美（日本），演員：淺川梨奈
石上優（／ Ishigami Yuu），聲優：鈴木崚汰（日本）；譚禹（香港），演員：佐野勇斗
本作背地裡的主角之一。秀知院學園高中部第67、68期學生會的會計，所屬班級1年B班→2年A班（週刊201回起）。生日與藤原千花一樣是3月3日，血型為O型。
一開始只提及名字，直到單行本第24話才登場。
留著長瀏海蓋住一隻眼的少年，個性較沉默寡言，嗜好為打電玩及觀賞動、漫畫，不管在校內或假日外出脖子上總掛著一副耳罩式耳機。
玩具製造公司社長的兒子。因擅長數據處理而被白銀招入學生會擔任會計，但本人初期很少在學生會露面。在學生會室的時間幾乎都戴著耳機，盤著腿窩在沙發上用筆電工作，是個存在感相當低的人。初期年級期末成績幾乎墊底，有留級危險卻毫不在意。雖然在考試前一天仍然玩遊戲下，成績排名仍有上升，第197名→177（第一學期）→152（第二學期）。後來在留級危機時，輝夜出手幫助他提升成績，但也只是勉強過關。第三學期期末考，在自身努力與周遭友人的幫助下，一舉獲得年級第36名的成績，希望證明與子安學姐並行的決心。
自信薄弱，受到打擊時容易意志消沉並藉故退場。雖然經常被認為個性陰沉，但其實為人相當體貼細心，並擁有連輝夜也自嘆弗如的敏銳洞察力。個性與生日相同的藤原一樣，有時會不看場合發言。對同齡人的戀情格外嫉妒，曾向白銀御行提出要對戀人最多的社團加收「幸福稅」的提案。雖然毫無戀愛經驗，但在學生會中戀愛觀算是最貼近常人的，也是白銀在煩惱時少數可放心訴說的對象。
國中時曾因故被停學。當時，因為替對自己相當友善的女同學大友京子抱不平，向京子的男朋友荻野私下表示希望對方不要再做劈腿的行為，但卻被荻野激怒而當眾毆打了對方。除了在當下被對方誣陷為「想搶對方女朋友而動粗的跟蹤狂」，使得石上在同年級同學間持續遭受惡評外，還因此被學校停學處分。之後更因為一直不肯繳交悔過書，而使停學懲罰持續到初中畢業前夕，才因伊井野御子的抗議及校長的關注准許他升學到高中部。也對在這之後來帶他上學及加入學生會，並在心靈上拯救和鼓勵了他的白銀御行，抱有相當的感激之心。
因經常意外得罪輝夜之故，初期對輝夜滿懷恐懼，甚至一度想退出学生會。直到留級危機與之後數度得到輝夜的幫助後，石上對這位學姊的印象才逐漸改觀。經常違反校規的石上，在立場上與伊井野御子水火不容，但由於對伊井野的認真與正直方面的讚賞，對其有一定程度的關注，並從初中起就持續在暗中幫助伊井野。
在體育祭時喜歡上三年級的子安燕，在輝夜的鼓勵下邁出了追求的步伐。文化祭時無意間以奉心祭傳說的方式公開向子安學姊告白，但在聖誕夜當晚正式告白時遭拒，心灰意冷之際跌落樓梯被伊井野所救，因為愧疚而在第三學期初為骨折的伊井野打理學校生活上的不便。在和白銀御行商討過後，決心要努力讓子安學姊喜歡上自己，讓學姊主動告白。在應援團團長風野的建議與輝夜的幫助下，開始鍛鍊並在學期末的班級對抗賽獲勝，與子安燕順利地進行了第一次約會。於週刊193回向子安燕表白，但被對方拒絕，並忍淚接納對方的朋友關係提議。
白銀和輝夜卸任後，在伊井野的請求下續任，成為第69屆學生會副會長，負責將學生會的工作數位化，提升工作效率。因為經常被伊井野交派許多工作，苦惱於未有機會向伊井野好好交流，讓兩人的關係幾乎沒有進展。另一方面，害怕如果自己告白然後被拒絕的話，整個學生會都將土崩瓦解，所以不敢主動開口，反倒希望由伊井野告白，結果雙方變成如同故事開始時白銀和輝夜般的關係。
- 人物原型為《竹取物語》追求輝夜姬的五位貴族子弟之一的中納言石上麻呂足，被輝夜姬開出取得「燕子的子安貝」的難題而認真地守在燕巢前等待，結果太慌張摔落地面受傷導致過世，摔落時一手掏到的還是鳥糞。是五人中唯一讓輝夜姬感到內疚的追求者。

伊井野御子（／ Iino Miko），聲優：富田美憂，演員：影山優佳
本作背地裡的主角之一。生日是5月5日，血型為O型。秀知院學園高中部學生，所屬班級1年B班→2年A班（週刊201回起）。石上的同班同學。第68期學生會長選舉候選人之一，後被白銀招攬擔任第68期學生會的會計監察，但時常在不對的時機出現，進而對學生會產生各種誤會。
從入學以來一直是學年級第一名，是個吃貨。父親是高等法院的法官，母親是國際人道救援組織職員，而且兩人都是在行事上沒有任何弊端的清廉之人。在父母的薰陶下，有強烈的正義感，所以同時擔任著學校的風紀委員。
為人認真正直，從來沒有辜負過老師的期待。相當的較真，無比地崇尚正確，會為了讓自己說的話有說服力而努力讀書以成為榜樣。但絲毫不懂得通融、一本正經，以及平時就趾高氣揚的態度，使得過去長時間被不了解她的同學們所厭惡、在背地裡嘲笑著。在這樣的環境下，伊井野原先就不擅長拋頭露面的個性演變成社交恐懼症，一旦面對眾人的注目就容易緊張到說不出話。在初中被眾人疏遠的難熬時期，收到了石上優未具名的鼓勵信而得以撐過那段時光，因此將信中的雪花蔓做成乾燥花書籤，並當成了重要的寶物。外表看上去十分堅強，其實內心很脆弱，有著會偷偷聽鼓勵錄音來激勵自己的興趣。耳根子很軟，容易被積極誇獎她的人牽著鼻子走，但相反的就是對嚴厲詞語的忍受力很低，即便是善意的提醒，要是語氣聽起來刺耳就會排斥，這也是她與石上起衝突的主因。
學過音樂，因而對過去在音樂比賽獲得優勝的藤原千花相當崇拜，會美化藤原的所有行為。在立場上與石上是死對頭，因為他常常違反校規，對待自己時語氣又很不客氣，惹得自己生氣，甚至直言在生理上無法接受他。即便如此也默默在暗中幫助石上，不只替他向其他風紀委員求情謝罪，在寫報告時盡量把他的違規輕微化，甚至在遭到停學處分時為他據理力爭。直到正面接受到石上的溫柔幫助後，對他開始產生了不一樣的感覺，從原先單純的厭惡轉變成複雜的情感，並在本人都沒發覺的情況下，漸漸發展成戀心。聖誕夜時救下跌落樓梯的石上而右手骨折，藉著石上的愧疚心理要脅石上幫忙學校生活上的不便。在知道石上優和子安燕約會順利後的失落態度，終於讓周遭的眾人察覺了伊井野的狀況。在白銀的詢問下，承認了自己喜歡上石上這件事，並為此感到苦惱。在石上失戀後，伊井野因為顧慮他的心情而不想趁虛而入，但在千花的提點下，了解到戀愛必須積極且用點心機，開始主動想辦法接近石上，不惜去學習苦練他喜歡的遊戲，只為能有共通的話題。有寫個人詩集及抄寫經文的喜好，但由於內容灰暗與進行時所散發的氣息，無論何者都令白銀感到恐懼，不過白銀的配合，使伊井野以為白銀與自己喜好相性十分契合。
白銀和輝夜卸任後，成為第69屆學生會會長，致力於將前任所做的改革變成可持續的運作模式。害怕石上會因為沒事做而離開，所以經常安排工作交給他處理，導致兩人都因為忙於工作而沒時間好好交流。內心對兩人的關係沒有進展感到焦急，但又渴望石上主動向她告白，結果雙方變成如同故事開始時白銀和輝夜般的關係。
- 人物原型為《竹取物語》追求輝夜姬的五位貴族子弟之一的石作皇子（另有古時通行本記載為），被輝夜姬開出取得「佛祖的石缽」的難題而前往天竺，但實際是去奈良的佛寺隨便拿個石缽充當，並用詩歌向輝夜姬不實報告。輝夜姬發現後以詩歌回應他，暗諷其厚顔無恥。

### 高中部二年級→三年級
早坂愛（／ Hayasaka Ai），聲優：花守由美里（日本），演員：堀田真由
輝夜的侍女，擁有四分之一的愛爾蘭血統，與輝夜情同姊妹。秀知院學園高中部學生，與輝夜同班，所屬班級2年A班→3年A班（週刊201回起）。除了四宮本家以外，外人並不知道其主僕身分。生日是4月2日，血型為AB型。多次期末成績，包括二年級第一、二學期，連續三次保持著排名第114，第三學期名列第20。
本來是名家的早坂家，在與四宮家的競爭中敗北，被四宮家看上後吸收進來。從小受隨從的英才教育長大，雖然也是在與俗世隔離的情況下所養大的，但平民方面的常識比輝夜豐富許多。對3C產品的知識也很豐富，會組裝個人電腦。平日使用的髮筋是兒時由輝夜所贈的。剪短頭髮后則把髮筋戴在了左手上。
善於乔装，能裝扮成輝夜的樣子。會根據狀況切換多種性格，其中最具代表性的就是女僕模式和辣妹模式。她原來的性格很少人知道，輝夜形容為“膽小的愛哭鬼”。在學校則是會表現成時下少女，穿著打扮在違規邊緣，是風紀委員的重點注意對象之一。在白銀御行到四宮家時，會變換外貌並化名為史密西·A·哈沙卡（スミシー・A・ハーサ）的女僕。由於在學校與藤原千花交情匪淺，為了隱瞞自己與輝夜間的主僕關係，當藤原千花造訪四宮家時會化妝成男僕，這時候的設定是同性戀。在電話視訊事件中，受到圭發言誤導讓藤原以為正被白銀御行喜歡。
輝夜出生之後就暫時和愛一起被共同照顧著，直到兩歲生日時才移到四宮家本部，七歲的時候兩人再度重逢，正式締結主從關係。除了把輝夜當成主人外，有時也會當成自己的妹妹來看待，平時表現端莊的輝夜也會在她面前露出其本性。服侍輝夜時十分淡定，但偶爾也會被輝夜激怒。受最有可能成為四宮家家主的長子——黃光的指示，將四宮輝夜的一切都匯報給本家，並因此一直受到罪惡感折磨，不過仍然隱瞞了輝夜和白銀交往的事。在修學旅行前後想在事情暴露前辭職，而被四宮家其他派系盯上。害怕被輝夜知道她是叛徒而被討厭。卻是輝夜第一次想原諒被她認爲是“不可原諒的人”的人。
有相當的行動能力，能化身為特務，幫忙暗地裡處理輝夜大小姐的各種任性難題，但總是拿不按牌理出牌的藤原沒辦法。在畢業進路調查中選擇是「希望轉職」。平時會抱怨聚少離多的媽媽，但其實是個母控（マザコン）。
因為聯誼事件而與藤原一樣，知曉白銀的歌技，並評價為「海參的內臟」。在輝夜和白銀正式交往後被輝夜一句「早坂也快點找到接吻對象就好了」一句話刺激，在寒假期間聽聞藤原千花憧憬著強硬的接吻後便撲了上去，因此在新學期被藤原千花躲避著。
修学旅行时向白银御行坦白了自己的身份後，受到白银等人的帮助从四宫云鹰手里脱困。在與輝夜長談之後，正式解除了輝夜專屬女僕的身分，從四宮家離職。由於在過程中為了脫險而剪去了自己的髮辮，便以此契機將頭髮修剪成短髮，以新的姿態與輝夜、白銀等人重新成為了好友。
原型為《竹取物語》奉天皇之命，帶著長生不老藥去山上燒毀的使者調石笠。
- 以下是早坂的幾個偽裝身份和人格面具，會在漫畫中依面對的人和地方轉換對應模式。

對四宮家早坂愛
無論什麼都能靈活處理的帥氣女僕。有時會對主人的任性表示反對，會用傲慢的態度投入感情，建立了超越主僕的姐妹般的關係。
校內偽裝早坂愛
愛好時尚而不遵守校規的元氣系辣妹。
史密西·A·哈沙卡（Smithee Alan Hasaka）
對白銀用形象，住在橫濱市中區山手，出身不錯的大小姐。
哈沙卡先生
對藤原用形象，愛爾蘭移民的男性後裔，跳級念完哈佛大學，被財閥的幹部看中而當上管家。
柏木渚（／ Kashiwagi Nagisa），聲優：麻倉桃（日本），演員：池間夏海
秀知院學園高中部學生，所屬班級2年B班→3年A班（週刊201回起），志工社社長，秀知院VIP成員。大型造船公司社長的女兒，經團連理事長的孫女。生日是6月25日，血型為B型。成績優異，但在交男朋友後開始花時間在教導對方功課，導致自身成績下滑。在二年級期末測驗名列第4→7（第一學期）→27（第二學期）→32（第三學期）。在畢業進路調查中選擇是「內部升學」。
有戀愛問題會找四宮輝夜商量，少數知道會長和副會長之間微妙關係的人，瞭解他們並不像其他人所想那樣完美，反倒因此覺得兩人這樣的關係很可愛，也會在這種氛圍中變得害臊，被輝夜喜歡白銀凶惡眼神一事嚇到過。在第三學期時，得知白銀與輝夜終於開始正式交往。
與四條真妃是摯友，對她有著強烈的憧憬與崇拜，卻意外被對方的暗戀對象田沼翼告白。於周刊263話中得知摯友真妃也暗戀田沼翼，而在校園內流傳與男友分手的傳聞。
作品中多次暗示和翼已經發展到肌膚之親程度的親密關係，認為自己在輝夜前的濕吻，讓輝夜在性知識方面出現不良影響，而想負起責任教育輝夜。於周刊264話中，意外發現已懷孕3個月。
田沼翼（／ Tanuma Tsubasa），聲優：八代拓（日本），演員：優太朗
秀知院學園高中部學生，所屬班級2年B班→3年A班（週刊201回起），志工社社員。田沼醫院院長的孫子。生日是8月25日，血型為A型。二年級期末成績在渚的幫助之下從排名139→84（第一學期）→34（第二學期）→29（第三學期）。在畢業進路調查中選擇是「外部升學」。
柏木渚的男朋友，有戀愛問題就會找白銀御行商量，聽從會長的建議，用壁咚的方式向渚告白，之後兩人感情越來越好，經常在學生會成員面前秀恩愛。作品中多次暗示和渚已經發展到肌膚之親程度的親密關係。暗示為其祖父的田沼正造在對白銀御行看診時，曾向白銀表示過很擔心孫子因為年輕氣盛讓女友懷孕。於周刊264話中透露，已讓女友懷孕3個月。
起初全名不詳，直到周刊連載第99話才得知其名，姓氏在147話中有所暗示，在官方的公式推特『輝夜姬』意見箱才正式公布全名。
四條真妃（／ Shijou Maki），聲優：市之瀨加那
秀知院學園高中部學生，所屬班級2年B班→3年A班（週刊201回起），志工社社員。四宮輝夜的遠房親戚（輝夜是她的再從祖姨母，即真妃的外曾祖與輝夜的父親是堂兄（姊）弟）。生日和輝夜一樣是1月1日，血型同為AB型。喜歡翼，卻因為好友柏木渚被翼搶先告白只能表面上支持她們。個性與輝夜幾乎如出一轍，对恋爱的看法和认知更是出奇的相同，但家庭環境的不同而在不少地方有所差異，最明顯的就是她比辉夜要坦率一些。有一個名叫四條帝的雙胞胎弟弟。
成績優秀，數次期末成績僅略輸輝夜而排名第3，第三學期期末考贏過白銀成為第1名，成績與輝夜同分。與輝夜是已經反目遠房親戚的關係，平時看似關係不好，會刻意以姨母大人稱呼輝夜，而輝夜也會用旁系關係回擊，但實際上兩人沒有真正的過節，故私底下雖不算親密但還算和善。在畢業進路調查中選擇是「外部升學」。
將白銀和石上視為自己的協力者及朋友，也是石上少數的異性朋友，但對於之後和異性進展迅速的兩人有種「被同盟背叛」的感覺。
起初全名不詳，最初為第6話背景登場的無名角色，之後在柏木渚與她男朋友出現話數或單行本附贈頁出現，通常顶着一副哭脸并躲在角落暗中观察。於周刊51話得知名字是「まき」，直到周刊第88話才正式登場並公布全名。
紀加蓮（／ Kino Karen），聲優：朝日奈丸佳
秀知院學園高中部學生，所屬班級2年C班→3年A班（週刊201回起），知名出版社社長的女兒，媒體社成員。崇拜著四宮輝夜，並對輝夜與白銀御行的交往可能性有著大量幻想的支持者。與巨瀨繪理香是好閨密，也與柏木渚及四條真妃是好朋友，時常自責是否讓真妃失戀。是外傳漫畫《輝夜姬讓人想八卦》的主角之一。
二年級期末測驗名列第21→40（第一學期）→28（第二學期）→23（第三學期）。
原型為被認為是《竹取物語》作者候補之一的紀貫之。
巨瀨繪理香（／ Kose Erika），聲優：朝井彩加
秀知院學園高中部學生，所屬班級2年C班→3年A班（週刊201回起），知名味噌製造廠社長的女兒，媒體社成員。崇拜著四宮輝夜的狂熱者，面對本人時會有興奮到昏倒的可能。與紀加蓮是好閨密，也與柏木渚及四條真妃是好朋友。是外傳漫畫《輝夜姬讓人想八卦》的主角之一。
二年級期末測驗名列第73→50（第一學期）→43（第二學期）→22（第三學期）。
原型為被認為是《竹取物語》的插繪原畫師巨勢相覧。
龍珠桃（／ Ryuuju Momo），聲優：早見沙織
秀知院學園高中部二年級→三年級女學生，前學生會會計，天文社社長，秀知院VIP成員。廣域暴力集團「龍珠組」組長之女，表情和言語用詞都很嚇人，與劍道社社長警視總監之子關係差。據風野團長所說，龍珠、大佛、不知火以及子安，這四位是能夠比肩學生會女性成員的美女，稱為「難題之女」。過去似乎曾欠白銀御行人情，而在文化祭幫助他蒐集心型氣球。
在三年級畢業之前參與子安燕的計畫，並說道若不是子安的幫助，自己早就離開學校了。
原型為《竹取物語》輝夜姬提出的五道難題之一的龍頭上發光的五色珠玉。
駿河昴（／ Suruga Subaru），聲優：森嶋優花
秀知院學園高中部學生，所屬班級2年A班→3年A班（週刊201回起），早坂的朋友，著名IT公司董事長的女兒。京都修學旅行時與四宮輝夜、早坂愛、火之口同組。
二年級期末測驗名列第24（第二學期）→21（第三學期）。
名字源自《竹取物語》中天皇丟棄輝夜姬臨走之前給的長生不老藥的山—駿河國之山（即富士山）。
火之口三鈴（／ Hinokuchi Misuzu），聲優：貫井柚佳
秀知院學園高中部學生，所屬班級2年A班→3年A班（週刊201回起），早坂的朋友，廣告代理公司代表的女兒。京都修學旅行時與四宮輝夜、早坂愛、駿河同組。
二年級期末測驗名列第30（第二學期）→35（第三學期）。
名字源自《竹取物語》中天皇將輝夜姬臨走之前給的長生不老藥燒掉的火山口。
豐崎三郎（／ Toyosaki Saburou），聲優：小野將夢
秀知院學園高中部學生，所屬班級2年A班→3年A班（週刊201回起），白銀的好友，棒球社成員。成績優異，在二年級第二學期期末測驗名列第6（第一學期）→5（第二學期）→3（第三學期）。過去為了和白銀爭奪成績高下耍了些不光彩的妨礙手段，但是最後光明正大的挑起勝負的熱血之男，只有認真起來的時候瞇瞇眼會張開，對紀加蓮抱有好感。
風祭豪（／ Kazamatsuri Gou），聲優：岡野友佑
秀知院學園高中部學生，所屬班級2年A班→3年A班（週刊201回起），白銀的好友。成績優異，在二年級期末測驗名列第11（第一學期）→13（第二學期）→58（第三學期）。和白銀同樣是外部入學生，為追尋失蹤哥哥的線索進入秀知院就讀，做為「財界偵探越前一」的助手，解決了各式各樣的疑難事件，最後成功和哥哥再會。對巨瀨繪理香抱有好感。
本鄉勇人（／ Hongou Hayato）
秀知院學園高中部2年C班學生，原第68期學生會長選舉候選人之一，後遭到輝夜威脅自主退選。
渡部神童（／ Wakabe Shindou）
秀知院學園高中部2年D班學生→3年A班。足球社的王牌。
四條帝（／ Shijou Mikado）
四條真妃的雙胞胎弟弟，長相和年輕時的父親非常像。為想跟近鄰的朋友踢足球而選擇去離家近的公立高中，拿到全國模擬考的第一名（白銀御行第二）也是為了不讓父母擔心。就讀學校的足球部實力非常弱，因為他的加入關係成功在全国高等学校综合体育大会出場，是在這方面的天才。經常吐槽真妃悽慘的感情生活和傲嬌態度，也認識柏木渚和翼。由於不放心獨自去印度「悟道」的真妃而放棄聖誕假期陪她，在印度之行中全程吐槽旅途中的種種奇怪事件。
在高中三年級時轉學成為秀知院學園高中部3年A班的學生。過去曾經被白銀御行當成假想敵，但週刊202話御行與帝交談沒多久後就覺得對方是好人。
原型可能為《竹取物語》追求輝夜姬的天皇。

### 高中部一年級→二年級
大佛小鉢（／ Osaragi Kobachi），聲優：日高里菜
秀知院學園高中部1年B班學生，石上和伊井野的同班同學，風紀委員。生日是6月6日，血型為B型。雖然平常戴著厚厚的眼鏡，但過去據伊井野御子、小野寺麗所言是個美女，現在不起眼的打扮是為了不吸引他人注意而刻意而為。據團長所說，龍珠、大佛、不知火以及子安，這四位是能夠比肩學生會女性成員的美女，同時又都難以追求，所以被合稱為「難題之女」。
原型為《竹取物語》輝夜姬提出的五道難題之一的天竺佛陀用的石砵，石作皇子拿了一個贗品充當會發光的真品，後被揭發。
期末考成績名列第160（第一學期）→151（第二學期）→134（第三學期）。
與伊井野御子從小就是朋友，協助御子競選學生會會長。由於和御子相處相當久，比旁人甚至御子自己都更了解她。曾與體育祭紅組應援團團長交往過，因為無法忍受對方練肌肉時的汗臭味而過了寒假後分手。
看出御子對石上的複雜情感，擔憂御子若察覺到自己的心意之後會如何發展。在石上贏得排球賽奪得和燕約會的機會後，發現學校的女生在提醒燕關於石上初中時期引發的事件需提防石上，因此刻意從學生會「借」了之前當時對石上事件的機密調查報告給子安燕。
曾經是童星，父母皆是當紅藝人，但母親被曝外遇後同學都對她冷嘲熱諷，只有御子、石上、大友及子安分別以不同的方式溫柔相待。初中時對暗中照顧御子的石上存有好感，但在各種機緣巧合下，並未發展成愛戀。得知了子安燕的計畫後，向石上詢問當初偷偷給予御子鼓勵的原因，並默默祝福石上能夠得到幸福。
由於父母外遇醜聞，讓她對由外貌建立的情感有著深深的不信任，刻意打扮樸素也是希望別人喜歡上自己的內在，而非外表。再加上自己在感情上的經歷，認為常人之間喜歡是種自私的執念，給予的一方會向被給予者所求回報，因此認為只有不求回報的付出才是美好的理想之愛。所以她才與堅持正義的御子成為朋友，並對默默付出而不求回報的石上產生好感，但因為認為御子與他之間更為契合而選擇退讓。然而大友京子事件後，她對沒有堅定支持石上的御子感到失望，但也清楚自己只是將自身的期望強灌在別人身上，而且自己也沒有行動的勇氣，所以只是不滿壓抑在心裡。這份芥蒂讓她無法支持御子對石上的情感，而是選擇支持石上對燕的情感。
小野寺麗（／ Onodera Rei），聲優：高田憂希
秀知院學園高中部學生，所屬班級1年B班→2年A班（週刊201回起），石上和伊井野的的同班同學，袋棍球社成員，著名珠寶名牌的社長千金，是個心直口快的人。生日是5月17日，血型為O型。體育祭紅組應援團團員之一，同時也是文化祭實行委員會一年B班代表。成績不錯，期末考成績名列第37（第一學期）→48（第二學期）→38（第三學期）。
在體育祭時對石上有所改觀，與眾人一起安慰在接力賽輸掉的石上。性格外向，與伊井野的性格相反。跟伊井野在文化祭實行委員會上有些摩擦，但在這之後主動協助伊井野籌備營火晚會相關事項，成為伊井野少數關係不錯的女性朋友之一。
無意間聽到四宮輝夜的夢話，得知輝夜正與白銀御行交往，向輝夜本人求證時，透露自己曾因聽信並傳播謠言而吃虧的經驗，主動表示願意替輝夜保密。
槙原梢（／ Makihara Kozue），聲優：高野麻里佳
秀知院學園高中部1年A班學生，桌遊社的永久社長，綽號為「瑪奇前非（ makkī senhai）」或「小瑪奇（ makkī chan）」。在文化祭利用伊井野御子幫忙班級製作鬼屋用的環繞立體聲音效。
期末考成績名列第10（第一學期）→8（第二學期）→5（第三學期）。
不知火衣（／ Shiranui Koromo）
秀知院學園高中部學生，所屬班級1年B班→2年A班（週刊201回起）。期末考成績名列第49（第二學期）→41（第三學期）。
據風野團長所說，龍珠、大佛、不知火以及子安，這四位是能夠比肩學生會女性成員的美女，稱為「難題之女」。同時大眾媒體部成員的巨瀨私底下稱呼其為「高一的妖精」，相對於「高二的公主殿下·四宮輝夜」和「高三的白鳥·子安燕」。
於週刊201回正式登場。似乎進行着藝能工作。面無表情，說話卻像時下年輕人般輕佻。是《【我推的孩子】》中登場角色不知火芙莉露的姐姐。
原型為《竹取物語》輝夜姬提出的五道難題之一的中國的火鼠裘，火燒不壞，髒了只要丟進火中就會潔淨。

### 高中部三年級→畢業生
子安燕（／ Koyasu Tsubame），聲優：福原遙，演員：福原遙
秀知院學園高中部3年A班女學生，新體操社成員，世界級調酒師兼大戶餐飲公司區域經理的女兒。才貌雙全，為人體貼善良，為眾多男學生的夢中情人。生日是4月4日，血型為A型。期末考成績名列第8（第一學期）→7（第二學期）→36（第三學期）。
據風野團長所說，與龍珠、大佛、不知火同列為能夠比肩學生會女性成員的美女，合稱為「難題之女」。因單純不做作的個性吸引石上優，而成為石上優的暗戀對象。體育祭紅組應援團副團長，文化祭又成為實行委員會委員長，石上優為了她而自願加入實行委員會。
過去曾經歷過男友外遇的傷心事，而且出軌對象還可能是自己的朋友，這導致她對戀愛與承諾存在陰影。所以她雖然很有人緣，但幾乎沒有人能與她發展成戀愛關係，這也是她名列「難題之女」的原因。
在文化祭時被石上以奉心祭傳說的方式告白，與輝夜商談過後決定保留答覆，並與石上許下了三月之約，打算用這段時間來更加了解石上。文化祭後邀請石上與伊井野參加聖誕晚會，在當晚的氣氛影響下留住了石上，想回報石上的愛慕之情，卻因為石上的正式告白而退縮，以要去神奈川唸大學就學為由拒絕了石上的交往請求。意識到自己的作為不妥的子安燕，在第三學期初向石上道歉，再次收到了石上積極進攻宣言。有著心情不好時就會亂買東西的壞習慣，而且容易被人說服買下奇怪的護身符，因而被在購物中心當算命仙打工的白銀的父親提出「不要太相信占卜」的忠告。觀看石上的排球年级對抗賽時，答應石上如果贏得比賽就跟他約會的請求。
由於數度被後輩提醒石上的不良形象，使得白銀御行、輝夜先後認為至少得讓子安燕知曉真相，但最後是由大佛小缽搶先將學生會石上初中事件的調查報告交到了子安燕手上。思考了一陣子的子安燕，先後與好友亞天坊夢、朝日雫以及當了Youtuber的白銀父親商談之後，決定計畫消除大友京子對石上的誤會，找上了輝夜與大佛相助。週刊193及194回正式拒絕了石上的表白，並表示沒法把對方當成戀愛對象，但希望仍然能當朋友。
原型為《竹取物語》輝夜姬提出的五道難題之一的燕子的子安貝，只有在燕子產卵時才會從燕子體內排出。石上麻呂從燕巢中正要抓到時，從樹上摔落而傷。
風野（／ Kazano），聲優：村田太志，演員：板橋駿谷
秀知院學園高中部3年B班男學生，橄欖球社成員，在學園中人望很高，體育祭紅組應援團隊長。文化祭前開始與大佛小鉢交往，但因為對方無法忍受重訓時的汗臭味而於寒假後分手，之後陷入情傷，並開始迷戀偶像。
期末考成績名列第4（第一學期）→4（第二學期）→3（第三學期）。
寺島（／ Terashima），聲優：本泉莉奈
秀知院學園高中部3年A班女學生，桌遊社成員。本名寺島，外號變化為「TERA子→GIGA子→MEGA子」（被降級）。
期末考成績名列第174（第一學期）→176（第二學期）→189（第三學期）。
即將畢業時透漏出高三時曾經留級1次，FPS遊戲中已有職業選手等級，以及自己是校長的孫女的事。
阿天坊夢（／ Atenbou Yume），聲優：加隈亞衣
秀知院學園高中部三年級女學生，超自然研究社社長，宗教法人「神社本院」淨階一級的孫女，秀知院VIP成員。有著一見到情侶就會忍不住去調戲的性格。在文化祭時假裝在占卜，卻會問些近似於性騷擾的問題。與子安關係良好，會聊及子安與石上的感情進展。
朝日雫（／ Asahi Shizuku）
秀知院學園高中部三年級女學生，媒體社社長，新聞社局長的女兒。與子安燕關係良好，會聊及子安與石上的感情進展。二年級時幫助清潔校內的沼地，不慎跌入水裏，為輝夜所救。
前學生會長，聲優：島崎信長
秀知院學園高中部3年A班男學生，本名不明，華道社成員。將剛入學時被孤立的白銀拉入學生會，在任時設下學生會開放給任何有煩惱的學生諮询的制度。

### 高中部一年級
阿部一二三（／ Abe Hifumi）
秀知院學園高中部1年B班男學生。姓名與柔道選手阿部一二三相同，但原作中並未以漢字表記其名。

### 國中部學生會
白銀圭（／ Shirogane Kei），聲優：鈴代紗弓（日本），演員：深尾あむ
白銀御行的妹妹，生日是8月1日，血型為B型。秀知院學園國中部二年級B班→三年級學生，擔任國中部學生會的會計，在經濟窘迫的家中掌管收支的重任。和藤原萌葉是閨蜜，也與藤原千花熟識，長相非常可愛，在國中部男女學生間都非常有人氣。與藤原一家關係不錯，也曾到藤原家過夜，會稱呼藤原千花為「千花姊」。與御行一樣認為四宮輝夜很漂亮而懷抱憧憬，初次認識輝夜還是讓輝夜第一次直呼其名且不加後綴均讓其內心小鹿亂撞，甚至會在哥哥面前炫耀。
頭腦和資質比哥哥白銀御行還好，是優等生之一，擅長數學等須用到大量數字之類的科目。本人很努力，雖然自尊很強但是討厭拐彎抹角，非常善良，善於照顧人，為了救護意外摔倒的女孩，奮不顧身的飛撲不惜自己臉部受傷，甚至送出去了自己剛剛買的手帕。由於家裡很窮，會通過送報紙等方式打工補貼家用，和輝夜藤原姐妹出去逛街時也會精打細算。
對自己的親哥哥白銀御行，因為處於叛逆期，以及反感於哥哥近年來的過度保護之故，對身為兄長的白銀御行表面較為排斥而容易口出惡言，但並非真心討厭哥哥。雖然非常關心兄長以及他的戀愛對象，但因為自尊心高，且怕被當成兄控又不好意思開口導致交流的惡性循環所以故意裝作漠不關心。行為與愛好在輝夜眼裡與御行非常相似。和別人聊起會長時總是說哥哥的壞話，但無論是藤原萌葉還是四宮輝夜都能感覺到語氣中有一種驕傲的感覺，御行其實是一個好哥哥。
文化祭前，為了避免想來國中部的兄長穿不適當的衣服出現，用御行在聖誕節偷偷塞的錢替他買了新衣服。在國中部文化祭上聽到同學對御行的稱讚時偷偷感到開心。聖誕節白銀兄妹和藤原姐妹以及輝夜一起在藤原家中度過，抽到了輝夜準備的聖誕禮物--芳香噴霧劑加高級精油。但是對於哥哥和輝夜當晚發生了什麼事一無所知。曾誤以為白银御行喜欢史密西・A・哈沙卡（早坂爱）。聽見御行與輝夜通宵講電話後，得知哥哥正與其交往表現出了極大的震驚。父親當網路主播時，她發現自己在鏡頭前走過就有人因為自己長得可愛而打賞，使得她的價值觀受到了動搖。
藤原萌葉（／ Fujiwara Moeha），聲優：小澤亞李（日本）
藤原家的三女，秀知院學園國中部學生會副會長。生日是6月26日，血型為AB型。與姊姊一樣擁有傲人的上圍，腹黑性格到有點危險的程度，經常會出現一些很可怕的想法。與白銀圭是好友，也喜歡白銀御行。聖誕節交換禮物時準備的禮物是手銬。

### 教職員
阿道夫·佩斯卡羅（Adolphe Pescarolo），聲優：山本格，演員：徳井優
秀知院學園的校長，法國人。曾經是法國學校的校長，後調任至秀知院。曾為測試御行是否有肩負這所學校的能力，而安排法國留學生交流會的籌劃任務。有着很准的观察能力，在给学生会众人拍集体照时道破了他们之间的关系。奉心祭期间受御行求助，给辉夜撰写了海外升学的推荐信，使两人有了一起出国留学的机会。有玩Pokémon GO的興趣。
大林光（／ Oobayashi Hikaru）
秀知院學園的敎師。擔任3年A班的班主任（週刊201回起），管理白銀和四宮的班別，在開學初期將3年A班稱為「問題班級」，並向校長表示希望辭職。
町田戀鞠（／ Machida Komari）
秀知院學園的敎師。擔任2年A班的班主任（週刊201回起），管理石上和伊井野的班別。

## 親屬相關

### 四宮集團
四宮雁庵（／ Shinomiya Ganan），聲優：津田英三
四宮家現任家主兼四宮集團總帥，輝夜的父親。住在京都的四宮家本家宅邸，對輝夜的事似乎從未表達過關心，受到與輝夜情同姊妹的早坂愛厭惡。在夜场邂逅了当时的千金难求的头牌清水名夜竹。
四宮名夜竹（／ Shimizu Nayotake）
舊姓清水（／ Shimizu）
輝夜的母親，背影與輝夜相似，因心臟病而過世。名字於四宮家御用醫生田沼正造回憶中提起。輝夜的兄長雲鷹表示名夜竹其實僅是父親的情婦，是個沉默寡言的女性，在輝夜出生後不久就過世了。
名字源自《竹取物語》輝夜姬的全稱。
四宮黃光（／ Shinomiya Oukou）
四宮家的長男，輝夜的大哥，是最有可能繼承四宮家家業的人，也是暗中派早坂愛到輝夜身邊蒐集所有情報的真正「主人」。
四宮青龍（／ Shinomiya Seiryuu）
四宮家的次男，輝夜的二哥。總是依附在大哥身邊，成天只會流連聲色場所，是個難當大任的人。
四宮雲鷹（／ Shinomiya Unyou）
四宮家的三男，輝夜的三哥。因為母親是父親的繼室，在重視輩分的四宮家中繼承順位比不上兄長。
擅長通過威脅、恐嚇等高壓手段將周圍的人牢牢掌控在手裡，但因親手做髒事的機會不多，被輝夜認為「和長男次男相比，稱的上是善人」。輝夜的外交術與契約主義都是從其學來。認定早坂握有重要情報，打算在輝夜等人修學旅行時拉攏或綁架早坂。發現輝夜願意原諒早坂後便放棄挖腳計畫。因為立場相近的緣故，被父親指定為失去生母的輝夜的照顧者。
輝夜的兄嫂
未正式登場，於周刊98話輝夜口中提起自己有個嫂嫂（義姉），是家族中唯一對她好的人，但並未明說是哪位兄長的妻子。
早坂正人（／ Hayasaka Masato）
四宮集團幹部，是早坂愛的父親，同時也是雁庵的秘書，輝夜的名字正是由他命名的。
早坂奈央（／ Hayasaka Nao），聲優：行成桃姬（日本）
四宮集團幹部，愛爾蘭混血，是早坂愛的母親，同時也是輝夜的奶媽。與女兒早坂愛相似的美人，喜歡捉弄愛與輝夜。與雲鷹似乎是舊識，但被其當面指責是叛徒。
天野八雲（／ Amano Yakumo）
四宮雲鷹的親信。聽從雲鷹命令，在輝夜等人修學旅行時安排並試圖綁架早坂愛。

### 白銀家
白銀的父親，聲優：子安武人（日本），演員：高嶋政宏
御行和圭的父親。過去經營過工廠，但經營不利關廠，現在是四處做著臨時工的樣子，意外的持有相當多的執照。妻子七年前離家，但至今未簽字離婚。與孩子們一起住在月租五萬日圓的公寓裡。
因自來熟的舉動和怪異的個性讓輝夜十分不擅長應付他，曾撞見約會中的御行和輝夜，私下邀請輝夜來拜訪他們家。在購物中心當算命仙時曾開導過子安燕。後來開始當起YouTuber，活用著曾為經營者的營銷手腕與豐富的人生閱歷，迅速擁有五萬訂閱量，還很快就獲得收益許可，一個月內得到一百萬日圓的收入。輝夜拜訪家裡期間向她聊起御行的執著個性和妻子的往事。
白銀的母親
御行和圭的母親，是一個現實兼利己主義者，雖然有著堅實的事業能力和遠見，但個性缺乏同理心且具備理想化傾向。過去就讀大學時其頗受歡迎，偶然在某次研討會認識了白銀的父親，後者經過多番波折才如願追到她。婚後因為丈夫經營的工廠倒閉，對丈夫失望之餘轉而想要聰明的孩子，讓御行參加秀知院幼兒園和小學部的入學考試，但在發現圭的表現更加優異後便不再關注御行。離家時曾經將圭帶走過。
於周刊262話中約圭一起吃飯，道出自己是為了方便拼事業才將兄妹倆交給父親，決定要將圭帶去上海，被圭當面拒絕。

### 藤原家
藤原豐實（／ Fujiwara Toyomi），聲優：小松未可子
藤原家的長女，与千花一样是巨乳。喜歡看恐怖片，經常打扮的很清涼。
藤原大地（／ Fujiwara Daichi），聲優：掛川裕彥
藤原家的父親，政治家。因為對長女的放任使其變得有些奔放，而對其他女兒們改用嚴格的教育方針。
藤原萬穗（／ Fujiwara Maho）
藤原家的母親，原外交官，與女兒們相反是平胸。
佩斯（Pes），聲優：石狩勇氣
藤原家飼養的狗，特征是毛色明亮，目光锐利，与御行有些相似，因此也得到了辉夜的喜爱。千花也曾表示「感覺牠跟自己認識的某個人有點像」，但想不起来是谁。

## 其他角色
貝爾托斯·貝茲（Beltoise Betsy），聲優：天城莎莉
法國學校學生會副會長，因為發言犀利毒舌而有著「舔傷口的剃刀」的外號，在她的言語攻擊之下，沒人能毫髮無傷。秀知院校長阿道爾夫曾為測試白銀御行是否有肩負這所學校的能力，讓貝茲去侮辱白銀御行，卻因白銀不懂法語讓校長和貝茲誤以為能承受侮辱而感到詫異，之後被無法忍受白銀遭侮辱的四宮輝夜反過來用法語威脅回敬而感到恐懼。
田沼正造（／ Tanuma Shouzou），聲優：森田順平，演員：佐藤二朗
田沼醫院院長，田沼翼的祖父。「世界十大名醫」之一，被稱為擁有「黃金之手」，為兒童心臟繞道手術的第一號人物，同時也是四宮家的家庭醫生。曾經醫治過輝夜的母親，在輝夜和御行因「戀心病」影響而昏倒時，負責診斷兩人的病情。
大友京子（／ Ootomo Kyouko），聲優：上田麗奈，演員：松風理咲
曾於秀知院國中部就讀，與石上同班，升上高中時因為升學考試沒過而離開秀知院，轉而就讀其他女校。性格親合，即便是不合群的石上也會友善的搭話，是個臉上總是掛著笑容的女孩。在大佛小鉢家裡鬧出醜聞時，是少數不在乎流言蜚語繼續溫柔對待她的人之一當時與班上的風雲人物荻野航交往，是人人稱羨的班對，但在石上引發的事件後與荻野分手。由於她與當時的其他人一樣誤會石上，也因此不知道荻野的本性，所以認為石上是害她分手的元兇。會如此是因為石上不希望大友在知道真相後失去笑容，不願揭露荻野的不軌舉動，而其他知情人士都尊重他的願望，對她隱瞞著這一切。
原型對應《竹取物語》石上麻呂在現實中所效忠的大友皇子（弘文天皇）。
荻野航（／ Ogino Kou），聲優：河西健吾，演員：高橋文哉
曾於秀知院國中部就讀，與石上同班。大友的前男友，在外人眼中是個很受師生歡迎的風雲人物，實際上卻是個會玩弄女性感情的敗類，即便與大友交往還持續做出劈腿的行為。石上在意外知道他的本性後，因為不想傷害到大友，只想告誡他收斂行為，但荻野卻設計陷害石上，成為他痛苦的元兇。在石上停學後，反而開始害怕石上挾怨報復，一度開始提高戒心的戒備周圍，甚至主動與大友分手。所以結論上石上的行動還是成功讓大友避免了被荻野傷害，而荻野的可疑行徑成為學生會能查出真相的關鍵。在學生會成員得知真相後，輝夜將其惡行告訴秀知院VIP眾人，目前已轉學至其他學校而無法得知其下落。

### 拉麵四天王
小田島三郎（／ Odashima Saburou），聲優：佐藤晴男、山口崇浩〈學生時期〉
東京都內拉麵四天王，外號「澀谷的小三」。中間管理層職員，興趣是巡迴拉麵店，對拉麵頗有研究。暑假期間與藤原千花在拉麵店相遇，暗中觀察並認可藤原是一名真正的拉麵饕客。在秀知院學園文化祭時，與J鈴木一同造訪2年A班的cosplay咖啡廳，對早坂愛的泡咖啡手藝、四宮輝夜泡的紅茶大加讚賞。
J鈴木（／ J Suzuki），聲優：丸山壯史
東京都內拉麵四天王，外號「高圓寺的J鈴木」。計程車司機，活用職業特性吃遍都內全區的拉麵，別名「拉麵界的妖精」。與四宮輝夜有數面之緣，曾在暑假中載學生會一行人到千葉地區看煙火。
田沼尊彥（／ Tanuma Takahiko）
東京都內拉麵四天王，外號「巢鴨的仙人」。退休老人，93歲。年輕時有「拉麵王」的美稱，三餐都吃拉麵。拉麵界的活字典，別名「最接近天國的男人」。寒假期間與藤原千花相遇，并在食用地獄拉麵時與其暗中較勁，最后因千花使计狂吃冰淇淋而不敌。
加量媽媽（ mashimashimama）
東京都內拉麵四天王，外號「神保町的加量媽媽」。由於具有與身材不符的拉麵吃速，另有「拉麵抽吸車」、「被豬油所愛的女人」等外號。曾和小田島三郎有過一段戀情，卻因彼此的拉麵吃法不合而分手，從此不再將吃拉麵視為幸福，但在看見藤原因為吃拉麵吃飽而滿足的表情時，再度想起吃拉麵的幸福，最後和藤原合照。

## 備註
1. 1 2 3 4  原文中对角色定位的描述为：四宫辉夜和白银御行是，藤原千花是，石上优是，伊井野御子是。
2. ↑  作品中提及其合氣道初段、柔道二段
3. ↑  在白銀御行的想像中，常會以嘲弄他人的表情說出「真是可愛呢……」的模樣出現。
4. ↑  只有杂耍一项玩得非常熟练，为遗传自奶奶的缘故。
5. ↑  看到蟑螂出現就是站著也會直接失去意識，一动不动。
6. ↑  歌聲被形容為“海參的內臟”。
7. ↑  最終話附錄：輝告設定大解密
8. ↑  連載時，周刊21話的榜單上表記為一條真妃，單行本第三卷中修正。
9. ↑  在某次遊戲玩輸後被剝奪了「輩（ pai）」的一部分，變成「非（ hai）」。東立代理的台灣中文版譯為「馬奇學街」，因為遊戲懲罰而被剝奪了「學姊」的「姊」的三聲，變成「學街」。木棉花代理動畫中原為「槇學姐」，因懲罰而被剝奪了「女」，變成「學且」[13]
10. ↑  根據周刊181話中其所上傳的影片標題，原因是被人用手段奪取公司，還欠下五億日圓債務。於第199話從輝夜口中得知，是四宮集團奪取了他的公司。